# Ів Мейєр
Ів Ф. Мейєр (фр. Yves F. Meyer, фр.: [mɛjɛʁ]; нар. 19 липня 1939) — французький математик, один із засновників теорії вейвлетів, лауреат премії Абеля за 2017 рік.

## Біографія
Ів Мейєр навчався в ліцеї Карно в Тунісі і був першим на вступних екзаменах до Вищої нормальної школи в 1957. Ступінь доктора філософії він отримав у 1966 під керівництвом Жана-П'єра Каана.
Працював викладачем колежу (1960—1963), асистентом професора в Страсбурзькому університеті (1960—1963), викладачем в Університеті Парі-Сюд (1966—1980), викладачем Політехнічної школи (1980—1986), викладачем в Універистеті Парі-Дофін (1985—1995), старшим науковим співробітником CNRS (1995—1999), викладачем у Вищій нормальній школі Парі-Сакле (1999—2003), з 2004 року він — професор-емерит.
2010 року він отримав премію Гауса за фундаментальний внесок у теорію чисел, теорію операторів та гармонічний аналіз, а також за ключову роль в розробці теорії вейвлетів 2017 року він став лауреатом премії Абеля «за ключову роль у розробці математичної теорії вейвлетів».

## Публікації
- Meyer (Y.), Nombres de Pisot, Nombres de Salem et Analyse Harmonique, Springer-Verlag, 1970.
- Meyer (Y.), Algebraic numbers and harmonic analysis, North-Holland, 1972.
- Meyer (Y.), Ondelettes et Opérateurs, Hermann, 1990.
- Meyer (Y.), Wavelets and Operators, Cambridge University Press, 1992. [Архівовано 24 березня 2017 у Wayback Machine.][14]

## Нагороди та почесті
- Член Паризької академії наук з 1993[15].
- Премія Гауса за 2010[11].
- Член Американського математичного товариства з 2012[16].
- Премія Абеля за 2017 рік[17].

## Виноски
1. 1 2 3 4 5 6  http://images.math.cnrs.fr/Yves-Meyer-laureat-2010-du-prix.html
2. 1 2  Agence bibliographique de l'enseignement supérieur (France) Système universitaire de documentation — Montpellier: ABES, 2001.
3. 1 2  Bibliothèque nationale de France BNF: платформа відкритих даних — 2011.
4. ↑  http://www.ouest-france.fr/pays-de-la-loire/nantes-44000/nantes-yves-meyer-ancien-prof-l-universite-obtient-le-prix-abel-5012173
5. 1 2 3 4 5 6 7 8 9 10 11 12 13 14 15 16 17 18 19 20 21 22 23 24 25 26 27 28 29 30 31 32 33  Математичний генеалогічний проєкт — 1997.
6. ↑  https://www.theses.fr/1992PERP0133
7. ↑  http://www.ams.org/fellows_by_year.cgi?year=2013
8. ↑  http://www.ams.org/news?news_id=1680
9. ↑  Архівована копія. Архів оригіналу за 27 березня 2020. Процитовано 17 травня 2022.{{cite web}}:  Обслуговування CS1: Сторінки з текстом «archived copy» як значення параметру title (посилання)
10. ↑  Société de Mathématiques Appliquées et Industrielles : Yves Meyer (PDF). Архів оригіналу (PDF) за 4 березня 2016. Процитовано 25 березня 2017.
11. 1 2 3  Carl Friedrich Gauss Prize – Yves Meyer. International Congress of Mathematicians 2010, Hyderabad, India. Архів оригіналу за 23 вересня 2010. Процитовано 25 березня 2017.
12. ↑  Yves F. Meyer(англ.) у проєкті «Математична генеалогія».
13. ↑  The Abel Prize Laureate 2017. www.abelprize.no (англ.). Архів оригіналу за 26 травня 2017. Процитовано 21 березня 2017. [Архівовано 2017-05-26 у Wayback Machine.]
14. ↑  Chui, Charles K. (1996). Review: Wavelets and operators, by Yves Meyer; A friendly guide to wavelets, by Gerald Kaiser. Bull. Amer. Math. Soc. (N.S.). 33 (1): 131—134. doi:10.1090/s0273-0979-96-00635-0. Архів оригіналу за 23 березня 2017. Процитовано 25 березня 2017.
15. ↑  Académie des Sciences: Yves Meyer. [Архівовано 9 серпня 2011 у Wayback Machine.]
16. ↑  List of Fellows of the American Mathematical Society [Архівовано 2019-02-03 у Wayback Machine.], retrieved 4 February 2013.
17. ↑  Abel Prize 2017: Yves Meyer wins 'maths Nobel' for work on wavelets. The Guardian. 21 березня 2017. Архів оригіналу за 23 березня 2017. Процитовано 25 березня 2017.